# Tužice
Tužice település Csehországban, a Klatovyi járásban. Tužice Nalžovské Hory és Zavlekov településekkel határos. Lakosainak száma 86 fő (2024. január 1.).

## Népesség
A település lakosságának változását az alábbi diagram mutatja:
| Lakosok száma | 175  | 169  | 188  | 126  | 115  | 88   | 86   | 95   | 93   | 86   |
|               | 1869 | 1900 | 1921 | 1961 | 1980 | 2011 | 2016 | 2019 | 2021 | 2024 |